# Дорогинка (Акмолинская область)
Дорогинка (каз. Дорогинка) — село в Сандыктауском районе Акмолинской области Казахстана. Входит в состав Широковского сельского округа. Код КАТО — 116459300.

## География
Село расположено в юго-восточной части района на берегу реки Сыркырама, в 32 км на юго-восток от центра района села Балкашино, в 12 км на восток от центра сельского округа села Богородка.

### Улицы[2]
- переулок Луговой,
- ул. Абая Кунанбаева,
- ул. Александра Пушкина,
- ул. Андрея Бусалова,
- ул. Динмухамеда Кунаева,
- ул. Мухтара Ауэзова,
- ул. Речная.

### Ближайшие населённые пункты
- село Богородка в 12 км на западе,
- село Богословка в 15 км на северо-западе,
- село Каменка в 15 км на северо-востоке,
- аул Мадениет 16 км на юге,
- аул Улан в 22 км на востоке.

## Население
В 1989 году население села составляло 615 человек (из них русских 53%, казахов 30%).
В 1999 году население села составляло 535 человек (270 мужчин и 265 женщин). По данным переписи 2009 года, в селе проживали 262 человека (145 мужчин и 117 женщин).
| Численность населения | Численность населения | Численность населения |
| 1989                  | 1999                  | 2009                  |
| --------------------- | --------------------- | --------------------- |
| 615                   | ↘535                  | ↘262                  |